# 大阪チャンネル
『大阪チャンネル』（おおさかチャンネル）は、NTTドコモと吉本興業が共同で行っている動画配信サービス。
2021年4月26日サービスの名称を「FANYチャンネル」に変更。「大阪チャンネル」は一部のコンテンツの総称となっている。

## 概要
2017年4月25日「大阪チャンネル」としてサービス開始。名称に「チャンネル」という単語が含まれているが、テレビ放送サービスではなく、ビデオ配信サービスとなっている。月額定額制で全動画見放題となっており、サービス利用には専用アプリを使用する方法、ぷららが行っているひかりTVの会員として契約する方法、Amazonプライム・ビデオ会員のオプション契約の3通りが用意されている。なお、関西電力送配電の電気供給地域である近畿地方2府4県の希望者には、大阪ガスで電気とセットでウィズよしもとプランを登録して申し込んだ際に、このFANYチャンネルの1年間有効の会費の無料優待クーポンが利用できる（他社乗り換えや、サービス提供地域外などへの引っ越しがない、ないしはサービスの提供終了がない限り、更新月に次回の1年間の更新用クーポンが郵送される）。
地上波民放局で放送されたテレビ番組に加え、オリジナル番組やよしもとの劇場公演のアーカイブ映像を視聴することができる。サービス開始当初は地上波在阪民放局の番組中心だったが、2018年11月より、在阪民放局以外の地方ローカル民放局放送の番組に拡大し、2019年11月からKBS京都の『走る男』も配信を開始している。
サービス開始時点ではNTTぷららと吉本興業が共同で運営していたが、2022年5月26日にNTTドコモはNTTぷららを同年7月1日付けで吸収合併し、両社の重複事業を統合することを発表した。これに伴い、本サービスも同日付でNTTドコモのサービスに組み込まれる事になった。

## オリジナル番組

### オリジナル番組（完全オリジナル）
- 浜ちゃん後輩と行くグアムで休日[7] - 浜田雅功（ダウンタウン）、井本貴史（ライセンス）、平井俊輔、堤太輝（どりあんず）、瀬下豊（天竺鼠）、まさよし（サカイスト）
- 魔!淀川キャッチボール部 - NMB48（城恵理子、谷川愛梨、川上千尋）
- ソーシャル探偵 XXとXX[8]　-　NMB48（吉田朱里、太田夢莉、谷川愛梨、岩田桃夏、佐藤亜海、山本望叶）、さぁや、谷口賢志、バイク川崎バイク
- NMB48 夏の日のU-19[注釈 2]
  - その1 - 大澤藍、大田莉央奈、中野美来、山崎亜美瑠、山本望叶、加藤夕夏
  - その2 - 坂本夏海、佐藤亜海、杉浦琴音、前田令子、溝渕麻莉亜、内木志
  - その3 - 安部若菜、泉綾乃、河野奈々帆、塩月希依音、南羽諒、堀詩音
- いい旅！金沢nyamm散歩 ～林萌々香&三田麻央卒業記念～ - NMB48（林萌々香、三田麻央、古賀成美、東由樹、谷川愛梨）
- 6秒で笑わせろ!ロク-1グランプリ[9]
- 雨上がりコンプライアンス
- 千原ジュニアの居酒屋たこしげ
- 国産洋画劇場

### リバイバル番組
- 笑い飯のモーレツ!!しごき教室ネオ
- プロポーズ大作戦 なにわフィーリングカップル 5 vs 5
- 吉本超合金BAN
- 小籔＆すっちーのパンチDEデート
- ZAIMAN Next Generations

### オリジナル映像追加版
- 関西発!才能発掘TVマンモスター＋＋

## 生配信
- 和牛単独ライブ（2017年5月20日）[10]
- NMB48所属メンバー単独公演「NMB48劇場スペシャルウィーク2018 単独十番勝負」（2018年5月14日 - 5月20日）[11]
- 山本彩卒業コンサート「SAYAKA SONIC ～さやか、ささやか、さよなら、さやか～」（2018年10月27日）[12]
- BAE BAE BATTLE ～アイドルvs芸人 全世界へ発信せよ（2018年11月5日）[13]  - NON STYLE、NMB48（白間美瑠、太田夢莉、渋谷凪咲、川上礼奈）、コロコロチキチキペッパーズ、EXIT、小澤慎一朗（ピスタチオ）、他
- 難波正座祭り（2019年3月3日）[14] - NMB48、さや香